# Ministeri d'Energia de Lituània
El Ministeri d'Energia de Lituània (en lituà: Lietuvos Respublikos Energetikos ministerija) és un dels 14 ministeris del Govern de Lituània. Té la seu a la capital Vílnius. Les seves operacions estan autoritzades per la Constitució de la República de Lituània, els decrets són emesos pel President i el Primer Ministre, i les lleis aprovades pel Seimas (Parlament). La seva missió és assegurar la realització de les polítiques estatals en el combustible, l'electricitat, la producció de termoenergia i la seva oferta en l'economia lituana. L'actual ministre és Jaroslav Neverovič ..